# Хосе Севальос-старши
Хосе Франсиско Севальос Вилявисенсио (на испански: José Francisco Cevallos Villavicencio), познат с краткото име Хосе Севальос, е еквадорски футболен вратар. Бил е също председател на футболен клуб, министър на спорта на Еквадор и управител на провинция.
Той е баща на едноименния еквадорски футболист Хосе Севальос-младши, роден през 1995 г.

## В спорта
Играе професионален футбол от 1990 г., когато започва кариерата си във ФК „Барселона“ (Гуаякил). На турнира за Копа Либертадорес през 1992 г. помага на отбора си с победа над „Серо Портеньо“ (Парагвай) да достигне до полуфинал, на който губи от носителя на купата „Сао Пауло“ (Бразилия). Със Севальос отборът печели 3 пъти титлата в държавното първенство – през 1991, 1995, 1997 г., а 3 пъти е на 2-ро място.
Играл е още в „Онсе Калдас“ (Колумбия) през 2005 г. и „Депортиво Азогес“ през 2007 г., а после е в „ЛДУ“ (Кито) от 2008 до 2011 г.
Има над 60 мача за националния отбор на Еквадор. Първият му мач за него е срещу Перу на 21 септември 1994 г. Играе с него на Световното първенство по футбол през 2002 г. в Япония и Южна Корея, когато Еквадор отпада още в групите.
В периода от 27 септември 2015 до 3 декември 2019 г. е президент на ФК „Барселона“ (Гуаякил).

## В политиката
Севальос е министър на спорта на Еквадор (от Алианс ПАИС) от 24 май 2011 до 8 октомври 2014 г. Управител е на провинция Гуаяс от 24 май 2017 до 31 август 2018 г.